# Élection présidentielle indienne de 2012
L'élection présidentielle indienne de 2012 a lieu le 19 juillet 2012 au scrutin indirect afin d'élire le président de l'Inde pour un mandat de cinq ans.
Le président de l'Inde occupe une fonction largement honorifique. Il est élu par un collège électoral composé des membres du Parlement et de ceux des législatures des États. Comme c'est l'usage, Pratibha Patil, la présidente sortante, ne se représente pas pour un second mandat. 
L'élection voit s'affronter deux candidats : Pranab Mukherjee (Congrès soutenu par l'UPA au pouvoir), ancien ministre des finances, et Purno Agitok Sangma (indépendant soutenu par la NDA, dans l'opposition), ancien président de la Lok Sabha.
Le dépouillement a lieu le 20 juillet 2012 : Pranab Mukherjee est déclaré vainqueur par la Commission électorale indienne le 22 juillet 2012, avec 69,31 % des voix des grands électeurs. Il est investi le 25 juillet 2012.

## Collège électoral
Le président de l'Inde est élu au suffrage indirect par un collège électoral composé des membres des deux chambres du Parlement et ceux des Assemblées législatives des États.
Les voix sont pondérées de manière que les votes des membres du Parlement soit égaux au nombre total des votes des législatures des États, dans le respect du poids démographique de chacun des États. Ainsi, la population de chaque État est divisé par 1 000 puis ce chiffre est divisé par le nombre de députés de l'Assemblée législative, ce qui donne le nombre de voix donné à chaque député de l'État. Les votes des membres du Parlement sont calculés en divisant le nombre de votes de tous les députés des États par le nombre de membres des deux chambres du Parlement.
L'élection a lieu en un seul tour selon le système du vote unique transférable.
Avant l'élection, la répartition partisane du collège électoral est la suivante :
| Parti / Coalition | Parti / Coalition                                 | Voix   |
| ----------------- | ------------------------------------------------- | ------ |
|                   | Alliance progressiste unie (UPA)                  | 33,2 % |
|                   | Alliance démocratique nationale (Inde) (NDA)      | 28 %   |
|                   | Samajwadi Party (SP)                              | 6,2 %  |
|                   | Front de gauche                                   | 4,7 %  |
|                   | All India Trinamool Congress (AITMC)              | 4,4 %  |
|                   | Bahujan Samaj Party (BSP)                         | 3,9 %  |
|                   | All India Anna Dravida Munnetra Kazhagam (AIADMK) | 3,3 %  |
|                   | Biju Janata Dal (BJD)                             | 2,7 %  |

## Candidats
À l'approche de l'élection, plusieurs noms de candidats potentiels circulent. Le 15 juin 2012, l'Alliance progressiste unie annonce que Pranab Mukherjee, alors ministre des finances du gouvernement de Manmohan Singh est son candidat. Sa candidature est déposée le 28 juinavec le soutien du Premier ministre Manmohan Singh, de la présidente du Congrès Sonia Gandhi et de son secrétaire général Rahul Gandhi, de Mulayam Singh Yadav leader du Samajwadi Party, de Lalu Prasad Yadav du Rashtriya Janata Dal, d'Ajit Singh du Rashtriya Lok Dal, de Ram Vilas Paswan du Lok Janshakti Party, de Farooq Abdullah de la Jammu & Kashmir National Conference, d'E. Ahmed de l'Indian Union Muslim League et de T.R. Baalu du Dravida Munnetra Kazhagam. Selon le journal Hindustan Times, Mukherjee aurait aussi reçu le soutien du Janata Dal (United) et du Shiv Sena, membre de l'opposition, ainsi que du Parti communiste d'Inde (marxiste).
P. A. Sangma dépose sa candidature avec le soutien du ministre en chef de l'Orissa Naveen Patnaik, celui du Pendjab Parkash Singh Badal, celui de Goa Manohar Parrikar, le président du BJP Nitin Gadkari ainsi qu'Arvind Netam, en qualité de président du Tribal Forum of India.

## Résultats
Mukherjee est élu en recueillant 713 763 voix (dont 373 116 voix de membres du Parlement et 340 647 de membres des Assemblées législatives des États) contre 315 987 voix pour Sangma (dont 145 848 voix de membres du Parlement et 170 129 de membres des Assemblées législatives des États). Mukherjee réussit à gagner en remportant des voix parmi les élus d'opposition.
Plusieurs partis avaient annoncer s'abstenir : le Telugu Desam Party et le Telangana Rashtra Samithi en Andhra Pradesh, ainsi que le Parti communiste d'Inde et le Revolutionary Socialist Party au Kerala.
|                          |         |     |     |       |
| Membres du Parlement     | 748     | 527 | 206 | 15/0  |
| Andhra Pradesh           | 294     | 182 | 3   | 5/109 |
| Arunachal Pradesh        | 60      | 54  | 2   | 4/0   |
| Assam                    | 126     | 110 | 13  | 2/1   |
| Bengale-Occidental       | ?       | 275 | 3   | 4/?   |
| Bihar                    | 240/243 | 146 | 90  | 3/1   |
| Chhattisgarh             | 90      | 39  | 50  | 1/0   |
| Goa                      | 40      | 9   | 31  | 0/0   |
| Gujarat                  | 182     | 59  | 123 | 0/0   |
| Haryana                  | 90      | 53  | 29  | 8/0   |
| Himachal Pradesh         | 67      | 23  | 44  | 1/0   |
| Jammu-et-Cachemire       | 83/87   | 68  | 15  | 2/0   |
| Jharkhand                | 80/81   | 60  | 20  | 0/0   |
| Karnataka                | 220     | 117 | 103 | 3/1   |
| Kerala                   | 140     | 124 | 0   | 1/15  |
| Madhya Pradesh           | 230     | 73  | 156 | 4/0   |
| Maharashtra              | 272     | 225 | 47  | 2/0   |
| Manipur                  | 59      | 58  | 1   | 1/0   |
| Meghalaya                | 59      | 34  | 23  | 2/0   |
| Mizoram                  | 40      | 32  | 7   | 1/0   |
| Nagaland                 | 60      | 58  | 0   | 2/0   |
| Odisha                   | 141     | 26  | 115 | 0/0   |
| Pendjab                  | 116     | 44  | 70  | 2/0   |
| Rajasthan                | 198     | 113 | 85  | 0/0   |
| Sikkim                   | 31      | 28  | 1   | 2/0   |
| Tamil Nadu               | 197     | 45  | 148 | 4/0   |
| Tripura                  | 57      | 56  | 1   | 0/0   |
| Uttar Pradesh            | 398     | 351 | 46  | 0/0   |
| Uttarakhand              | 69      | 39  | 30  | 0/0   |
| Territoire de Delhi      | 65      | 42  | 23  | 0/0   |
| Territoire de Pondichéry | 28      | 23  | 5   | 0/0   |
| Total                    |         |     |     |       |
| Source : Zee News        |         |     |     |       |